# Guy Lucia

a Compétitions nationales et continentales officielles uniquement.

b Matchs officiels uniquement.
Guy Lucia, né le 27 mars 1934 à Montauban, est un joueur de rugby à XIII international français évoluant au poste de demi de mêlée dans les années 1950 et 1960.
Il dispute le Championnat de France à travers trois clubs au cours de carrière, Lyon-Villeurbanne, le bataillon de Joinville et le SU Cavaillon. Avec le Lyon-Villeurbanne, il remporte le Championnat de France en 1955 et deux titres de Coupe de France en 1953 et 1954.
Fort de ses performances en club, il côtoie l'équipe de France et compte une sélection officielle obtenue le 1er novembre 1956 affrontant l'Australie.

## Biographie

### Palmarès
- Collectif :
  - Vainqueur du Championnat de France : 1955 (Lyon-Villeurbanne).
  - Vainqueur de la Coupe de France : 1953 et 1954 (Lyon-Villeurbanne).
  - Finaliste du Championnat de France : 1953 (Lyon-Villeurbanne).

### Détails en sélection
| 1. | 1er novembre 1956 | Australie | 8-15 | Test-match | Demi de mêlée | - | - | - | - |